# 毛利春直
毛利 春直（もうり はるなお）は、江戸時代前期の長州藩士。父は長州藩一門家老である阿川毛利家の2代当主・毛利元景。兄は3代当主・就方や就貞など。

## 生涯
長州藩一門家老である阿川毛利家の2代当主・毛利元景の七男として生まれる。
承応2年（1653年）に毛利家家老の福原元俊が死去し、それまで証人として江戸へ上っていた福原広俊が承応3年（1654年）に父・元俊の跡を継いだため、春直が替わりの証人として江戸へ上って働いた。
寛文4年（1664年）12月18日に江戸で病死し、嫡男の直久が後を継いだ。墓は長門国豊浦郡阿川村に建てられた。